# キッド・カーリー
キッド・カーリー (Kid Curry) ことハーヴェイ・ローガン（Harvey Logan、1867年 - 1904年6月9日）は、アメリカ合衆国西部開拓時代のガンマン、無法者。

## 経歴
1867年、アイオワ州に生まれた。
ブッチ・キャシディやサンダンス・キッドとともにワイルドバンチの一員として銀行強盗や列車強盗を繰り返した。
1904年6月7日、コロラド州で列車強盗をおこなったが、その2日後に追跡者との銃撃戦で負傷し、自殺した。
彼の遺体はコロラド州グレンウッド・スプリングスに埋葬された。